# Simca-Chrysler 1307 / 1308 / 1309
 (avril 2023).
Si vous disposez d'ouvrages ou d'articles de référence ou si vous connaissez des sites web de qualité traitant du thème abordé ici, merci de compléter l'article en donnant les références utiles à sa vérifiabilité et en les liant à la section « Notes et références ».
Apparues en juillet 1975, les Simca-Chrysler 1307, Simca-Chrysler 1308 et Simca-Chrysler 1309 sont des modèles d'automobile fabriqués par Simca-Chrysler à l'usine de Poissy.

## Histoire
Le projet "1307" a débuté en 1969 sous le nom de code "Chrysler B-Car", qui a pour vocation de remplacer les anciens modèles de la gamme Simca 1301 / 1501 des années 1960, dérivées des Simca 1300 / 1500 de l'époque Fiat. Le cahier des charges imposa que cette nouvelle gamme dispose de moteurs dont la cylindrée devait être comprise entre 1.500 et 1 800 cm3. Cela imposa la conception d'une nouvelle boîte de vitesses pour supporter le couple plus important des nouveaux moteurs qui devaient avoir un ou deux arbres à cames en tête. Il ne fut donc pas possible d'utiliser la base des anciens moteurs encore valables mais disposant d'un arbre à cames latéral.
Plusieurs esquisses ont été présentées en début d'année 1970 avec une carrosserie classique à 3 volumes et une seule en version deux volumes avec hayon. C'est ce dessin qui sera retenu pour la réalisation d'une maquette en plâtre quelques mois plus tard, malgré les réticences de la direction américaine de Chrysler. Le succès commercial des Renault 16, Autobianchi Primula et Simca 1100, aura suffi pour convaincre Chrysler Europe à continuer dans cette solution. Toutefois, en juillet 1970, quand Chrysler devint détentrice exclusive de la marque de Poissy, les dirigeants firent table rase de tous les projets en cours et imposèrent de tout reprendre à zéro dès début 1971 avec un nouveau projet baptisé "C6 ou A+Car", où "A+" signifie un type de véhicule en-dessous du précédent "B-Car". Le nouveau cahier des charges a maintenu la formule avec hayon afin de rendre l'utilisation de la voiture plus pratique. Concernant les autres éléments, il fut décidé que le volume utile intérieur serait augmenté et la voiture une traction avec le moteur placé transversalement à l'avant.
Le dessin de la carrosserie a été confié au centre style de Whitley, en Angleterre, dirigé par Roy Axe. La ligne fut totalement novatrice pour la marque et se démarqua radicalement des modèles Chrysler 160/180. Le dessin définitif a été choisi le 21 mai 1973. 
En ce qui concerne la mécanique, la direction de Chrysler a refusé l'étude de nouveaux moteurs à arbre à cames en tête, qui fleurissaient sur toutes les voitures italiennes et imposa la vieille technique des moteurs à cames latérales, dérivés de ceux utilisés sur la 1100. C'est ainsi que l'ancien moteur type 366 d'1,3 litre va être modifié pour donner naissance à la version de 1 442 cm3. La boîte de vitesses de la 1100 a été réutilisée sans  modification. Le train avant de la 1100 a été adapté pour le nouveau modèle, tandis que l'arrière va recevoir des bras oscillants.
La mise au point définitive a été assurée par le Centro de Carrières-sous-Poissy, où les 13 premiers prototypes ont été assemblés. Les essais ont commencé le 28 juin 1974 et se sont terminés le 11 février 1975 en Laponie.
Trois préséries de 355 exemplaires ont été fabriquées au printemps 1975.

### Début commercial
Le 5 juillet 1975, Chrysler Europe publie un communiqué de presse qui annonce le lancement officiel d'un nouveau modèle. La gamme 1307/1308 fut officialisée deux semaines plus tard. La présentation de la nouvelle gamme de modèles s'est étalée du 1er septembre au 4 octobre 1975. La présentation au public intervient le 27 septembre lors du Salon de l'automobile de Paris des deux modèles : la Simca 1307 et la version haut de gamme, la 1308. 
Après le premier choc pétrolier de 1973, l'époque n'est plus à la fantaisie. Les clients recherchent des voitures simples, robustes, pratiques et qui consomment peu. Les meilleurs exemples de l'époque sont les Fiat 131 et Volkswagen Passat qui répondent bien aux attentes. 
Destinées à remplacer les Simca 1301 / 1501, elles ont connu un certain succès grâce à leur carrosserie intégrant un hayon malgré de sérieux problèmes de corrosion, comme beaucoup de voitures de l'époque. Les trois appellations disposent d'une carrosserie commune unique, seules les motorisations et le niveau d'équipement/finition les différencient ; le dernier chiffre signalait au départ la puissance fiscale. 
C'est le centre d'études de Chrysler France à Carrières-sous-Poissy qui réalisa la mise au point industrielle de ces véhicules. Les activités du style Chrysler Europe étant regroupées à Whitley en Angleterre sous la direction de Roy Axe, la ligne de cette voiture est due au styliste Keith Cockell.
La Simca 1307 a été désignée voiture de l'année 1976.
Il s'agit de la première voiture française conçue en CAO par informatique. La gamme Simca 1307/1308 eut une prolongation sous la marque Talbot avec les modèles 1510 et Solara (version tricorps). Elle fut commercialisée en Grande-Bretagne sous le nom Chrysler Alpine et en Espagne sous l'appellation Chrysler 150.

La version britannique, baptisée Talbot Alpine.
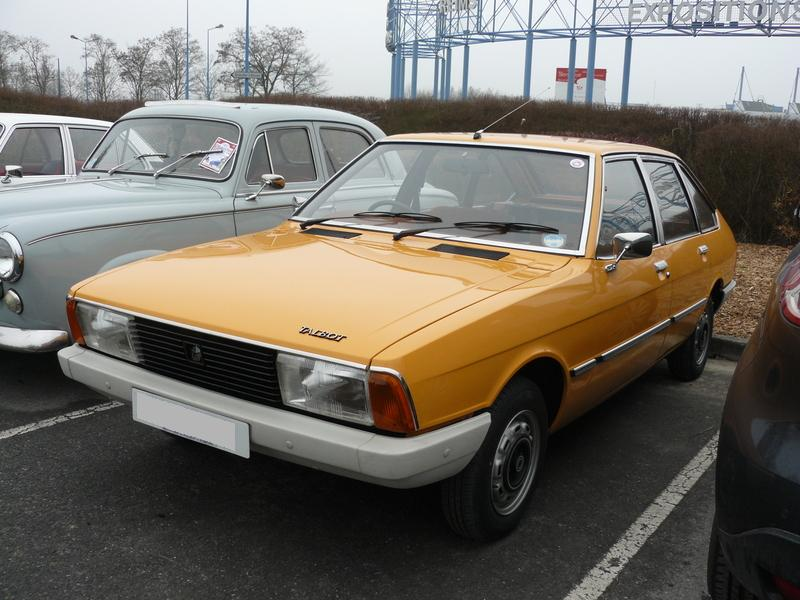
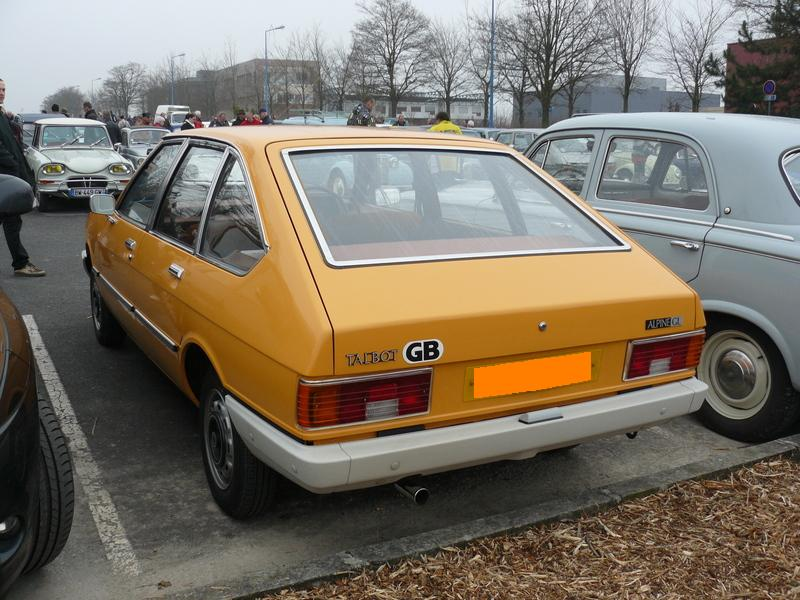

La ressemblance entre la Simca 1307 et la Moskvitch Aleko peut laisser penser que la voiture soviétique est une copie de la Simca 1307, mais à l'architecture moins moderne puisque son moteur est implanté longitudinalement et non transversalement comme sur les Simca.

## Versions
- 1307 GLS : « Moteur Poissy» de 1 294 cm3 68 ch (7 CV) 150 km/h
- 1307 S : 1 294 cm3 avec 2 carburateurs double corps 82 ch (7 CV), puis 1308 S avec 1 442 cm3 de la GT (85 ch) 162 à 165 km/h
- 1308 GT : « Moteur Poissy» de 1 442 cm3 85 ch (8 CV) 165 km/h
- 1309 SX : « Moteur Poissy» de 1 592 cm3 carburateur double 88 ch (9 CV) exclusivement en boîte auto, 158 km/h à partir du modèle 1979
- à l'été 1979, elle subit un profond restylage et est rebaptisée Talbot 1510.